# Euclymene trinalis
Euclymene trinalis är en ringmaskart som beskrevs av Anne D. Hutchings 1974. Euclymene trinalis ingår i släktet Euclymene och familjen Maldanidae. Inga underarter finns listade i Catalogue of Life.